# Laituri
Laituri – osiedle typu miejskiego w Gruzji, w regionie Guria, w gminie Ozurgeti. W 2014 roku liczyło 2697 mieszkańców.